# Station Capelle aan den IJssel

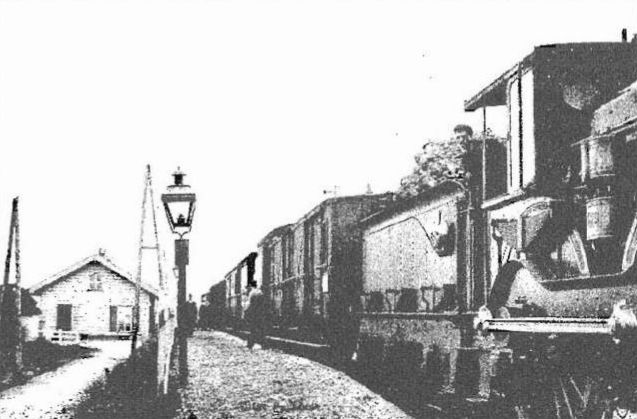
Het eerste station omstreeks 1900

Capelle aan den IJssel (Cp) is een voormalig spoorwegstation van de Spoorlijn Utrecht - Rotterdam tussen de huidige stations Rotterdam Alexander en Nieuwerkerk a/d IJssel. Het station van Capelle aan den IJssel was open van 30 juli 1855 tot 15 mei 1935, in 1953 werd er vanaf Nieuwerkerk een ander tracé in gebruik genomen.
Het eerste, houten stationsgebouw van Capelle was tijdens de aanleg van de spoorlijn al als directiekeet in gebruik geweest. Nagenoeg gelijke gebouwen stonden in Woerden, Oudewater en Nieuwerkerk.
In 1914 kwam er een nieuw stationsgebouw, dat omstreeks 1970 is afgebroken.
Vlak bij het station vond op 15 november 1899 het treinongeval bij Capelle aan den IJssel plaats.